# Combles
Combles ist eine französische Gemeinde mit 751 Einwohnern (Stand 1. Januar 2022) im Département Somme in der Region Hauts-de-France. Sie gehört zum Arrondissement Péronne.

## Geschichte
Die erste bisher entdeckte urkundliche Erwähnung findet sich in einer Lehensvergabe König Lothars II. von 858 an einen Getreuen.
Während des Deutsch-Französischen Kriegs (1870/71) war Combles von der Schlacht bei Bapaume betroffen.
Im Sommer 1916 tobte hier während des Ersten Weltkrieges die Schlacht an der Somme. Die Stellungskämpfe, die sich monatelang kaum verlagerten, sind sehr eindrucksvoll im Historial de la Grande Guerre im Museum von Péronne nachgestellt.
Ernst Jünger hat Kriegserlebnisse im 1916 schwer zerstörten Städtchen Combles in seinem ersten 1920 erschienenen Buch In Stahlgewittern literarisch verarbeitet.

### Einwohnerentwicklung
| Jahr      | 1962 | 1968 | 1975 | 1982 | 1990 | 1999 | 2008 | 2013 | 2018 |
| --------- | ---- | ---- | ---- | ---- | ---- | ---- | ---- | ---- | ---- |
| Einwohner | 707  | 691  | 661  | 648  | 617  | 676  | 710  | 802  | 756  |